# Římská úmluva
Římská úmluva (Římská úmluva o právu rozhodném pro smluvní závazkové vztahy, otevřená k podpisu v Římě dne 19. června 1980) je mezinárodní smlouvou mezi členskými státy Evropských společenství, která určuje rozhodné právo pro smluvní závazkové vztahy s mezinárodním prvkem. Byla podepsána v roce 1980 a vstoupila v platnost 1. 4. 1991. Obsahově na ni v současnosti navazuje Nařízení Řím I z roku 2008. To se ve státech EU (s výjimkou Dánska) použije od 17. 12. 2009 namísto úmluvy.

## Působnost úmluvy
Úmluva se použije před soudy smluvních států, pokud zde neplatí nařízení Řím I, na smluvní závazkové vztahy podle občanského, obchodního a pracovního práva, které mají vztah k více státům (nevztahuje se např. na věci osobního stavu, věci rodinné a další věci) bez ohledu na to, jestli je právo určené na jeho základě právem některého z členských států nebo ne. Platí od 1. 4. 1991, pro Českou republiku od 1. 7. 2006 (do 16. 12. 2009).

## Pravidla pro určení rozhodného práva
Smlouva se s dalšími výjimkami řídí právem, které si strany zvolí. Lze zvolit právo rozhodné pro celou smlouvu nebo její část a tuto volbu je možno později změnit (pokud se nedotkne formální platnosti smlouvy nebo nepříznivě neovlivní práva třetích osob). Takto se však nelze vyhnout ustanovením právního řádu země, kde se nachází ostatní prvky pro situaci významné, od nichž se nelze smluvně odchýlit.
Jestliže si strany právo nezvolí, řídí se vztah obecně právem země, s níž nejúžeji souvisí. To je obvykle stát, kde má obvyklé bydliště strana poskytující plnění ze smlouvy (např. prodávající, poskytovatel služeb apod.). Zvláštní pravidlo platí pro věcná práva k nemovitostem a přepravní smlouvy. Jestliže má smlouva užší spojení s jinou zemí, řídí se právem této jiné země.
Úmluva se nedotýká použití imperativních ustanovení, tj. ustanovení, jejichž dodržování je pro stát při ochraně jeho veřejných zájmů zásadní do té míry, že se uplatní na jakoukoliv situaci, která spadá do jeho působnosti.
Zvláštní pravidla platí pro smlouvy se slabší stranou (spotřebitelské a individuální pracovní smlouvy).

### Spotřebitelské smlouvy
Jako spotřebitelská smlouva je zde chápána taková, kde obchodník provozuje svou činnost v zemi spotřebitele nebo se jeho činnost na tuto zem zaměřuje (s dalšími výjimkami). Smlouva se řídí právem místa, kde má spotřebitel obvyklé bydliště. Strany si mohou právo zvolit, ale spotřebitel nesmí být zbaven ochrany, kterou mu poskytuje právní řád jeho obvyklého bydliště.

### Individuální pracovní smlouvy
Strany si mohou právo zvolit, zaměstnanec však nesmí být zbaven ochrany, kterou mu poskytuje právní řád, který by se jinak uplatnil. Pokud si strany právo nezvolí, řídí se smlouva právem země, v níž zaměstnanec obvykle vykonává práci. Pokud toto nelze určit, právem místa, kde se nachází provozovna, jež jej zaměstnala. Může se též uplatnit princip užšího spojení.

## Systematika úmluvy
- Preambule
- Hlava I: Oblast působnosti
  - Čl. 1: Oblast působnosti
  - Čl. 2: Použití práva jiných než smluvních států
- Hlava II: Jednotné normy
  - Čl. 3: Svobodná volba práva
  - Čl. 4: Rozhodné právo při neexistenci volby práva
  - Čl. 5: Spotřebitelské smlouvy
  - Čl. 6: Individuální pracovní smlouvy
  - Čl. 7: Imperativní ustanovení
  - Čl. 8: Souhlas stran a materiální platnost
  - Čl. 9: Forma
  - Čl. 10: Působnost práva rozhodného pro smlouvu
  - Čl. 11: Nezpůsobilost
  - Čl. 12: Postoupení pohledávky
  - Čl. 13: Subrogace
  - Čl. 14: Důkazní břemeno
  - Čl. 15: Vyloučení zpětného a dalšího odkazu
  - Čl. 16: Veřejný pořádek
  - Čl. 17: Zákaz zpětné působnosti
  - Čl. 18: Jednotný výklad
  - Čl. 19: Státy s více právními systémy
  - Čl. 20: Přednost práva Společenství
  - Čl. 21: Vztah k jiným úmluvám
  - Čl. 22: Výhrady
- Hlava III: Závěrečná ustanovení
  - Čl. 23–33